# Vogue (canção de Madonna)
"Vogue" é uma canção da artista musical estadunidense Madonna, contida em sua segunda trilha sonora I'm Breathless (1990), correspondente ao filme Dick Tracy. Composta e produzida pela própria, foi inspirada pelo vogue, um estilo dança oriundo da subcultura gay em Nova Iorque. Foi lançada como single inicial do álbum em 20 de março de 1990, pelas gravadoras Sire e Warner Bros., e incluída em outras três coletâneas da artista: The Immaculate Collection (1990), Celebration (2009) e Finally Enough Love: 50 Number Ones (2022). Trata-se de uma canção de house music com influências do disco, cujas letras escapistas descrevem a pista de dança como um "lugar onde não há barreiras", apresentando também um middle eight onde Madonna cita diversos atores dos anos dourados de Hollywood.
"Vogue" foi aclamada pela crítica especializada, com elogios direcionados à sua estrutura musical e observações de que era diferente das outras músicas da trilha sonora — e, em retrospectiva, é vista como destaque da carreira de Madonna. Consequentemente, venceu os Juno Awards, American Music Awards e ASCAP, sendo listada como uma das 500 melhores canções de todos os tempos pela revista Rolling Stone. No âmbito comercial, a obra obteve grande sucesso comercial, liderando as paradas musicais em mais de 30 países, como Austrália, Canadá, Espanha, Estados Unidos, Itália, Japão e Reino Unido, e atingindo as dez primeiras colocações em locais como Alemanha, Áustria e França. À época, foi o single mais vendido de Madonna e sagrou-se como o mais vendido no mundo em 1990 e a segunda canção de maior sucesso na Europa em 1990. Suas vendas físicas estão estimadas em mais de 6 milhões de cópias.
O videoclipe de "Vogue" foi dirigido por David Fincher, com quem Madonna havia trabalhado anteriormente, e filmado num prazo curto de 16 horas, em virtude dos ensaios da cantora para a Blond Ambition World Tour. Consiste em diversas cenas onde a cantora reproduz diversas peças iconográficas, incluindo tomadas inspiradas pela pintora Tamara de Lempicka e diversos fotógrafos de Hollywood. Lançado em 29 de março de 1990 na MTV, o vídeo é extremamente aclamado e centro de estudos por sua fotografia, visão e direção artística, sendo frequentemente citado como um dos melhores e mais influentes da história e da videografia de Madonna. Venceu três prêmios técnicos nos MTV Video Music Awards de 1990, onde a cantora se apresentou, incluindo o de Melhor Direção.
À parte da supracitada premiação, Madonna apresentou "Vogue" em várias de suas turnês desde então, mais recentemente na Celebration Tour, e em outras ocasiões, como em seu show do intervalo do Super Bowl XLVI. A canção foi regravada e interpolada por diversos artistas de seu lançamento, como Kylie Minogue, Wanessa Camargo e Beyoncé, incluída na trilha sonora do filme The Devil Wears Prada (2006), bem como no episódio "The Power of Madonna" (2010) da série Glee. A faixa foi notada por críticos e estudiosos como influente em introduzir à cultura de massa uma subcultura gay, bem como no modo em que seguiu-se à ela uma tendência de grande popularidade na house music.

## Antecedentes e lançamento

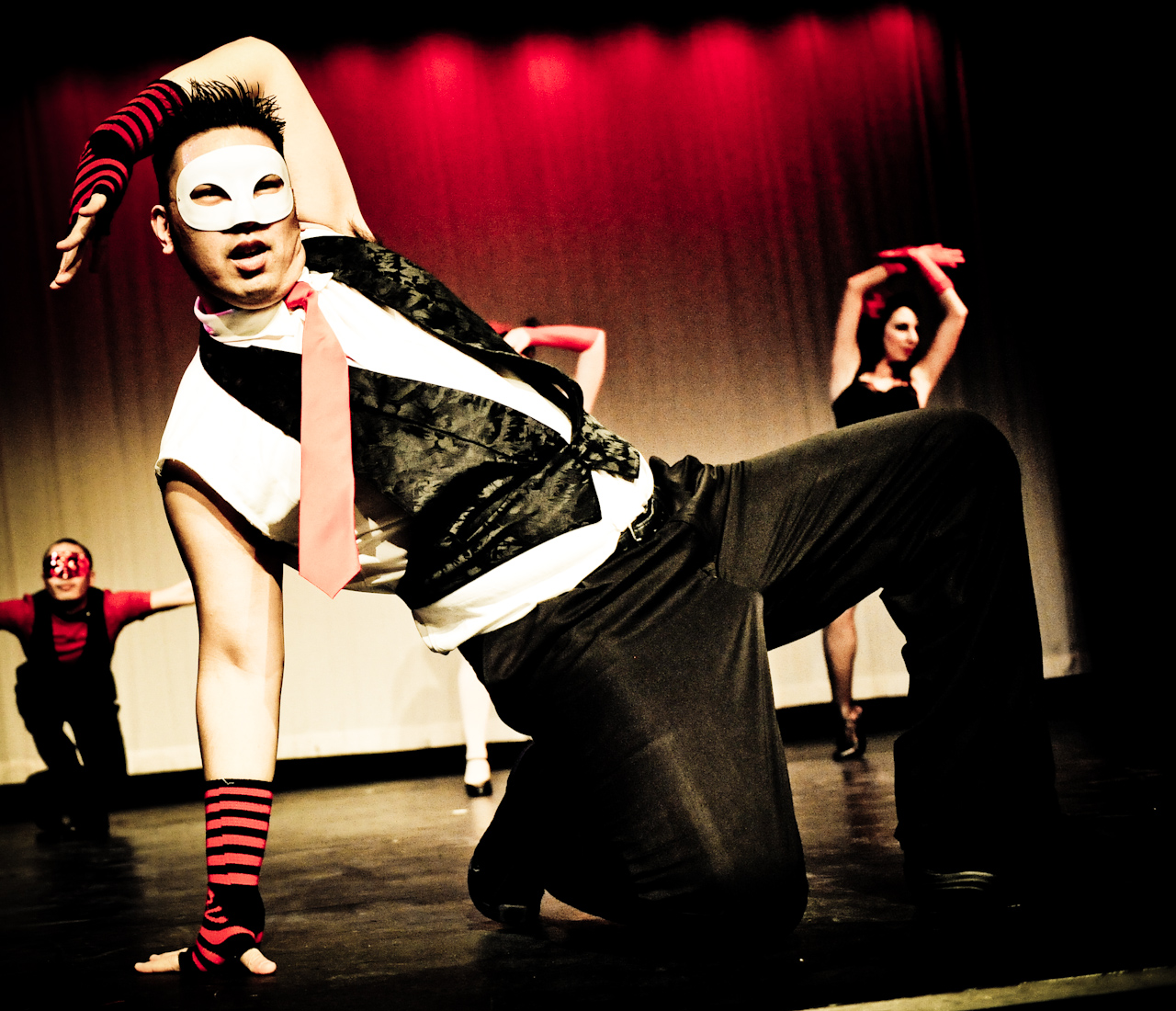
A canção foi inspirada no vogue. Na foto, um homem realizando a dança.

Ao final da década de 1980, Madonna acumulou 16 canções consecutivamente nas cinco primeiras posições da estadunidense Billboard Hot 100, datando desde "Lucky Star". Entretanto, "Oh Father", single de Like a Prayer, interrompeu a sequência, alcançando o número vinte como melhor posição. A cantora e sua gravadora Warner Bros., decidiram, então, criar uma nova canção para o lado B de "Keep It Together", faixa de trabalho seguinte, para garantir que tivesse um desempenho melhor nas paradas. Craig Kostich, diretor do setor de dance music da empresa, abordou o produtor Shep Pettibone para produzir esta nova música, tendo em vista que ele já havia remixado anteriormente alguns singles de Madonna. Ele compôs e gravou a faixa base da canção com um orçamento de 5 mil dólares e, em seguida, enviou a fita para Madonna, de modo que ela escrevesse as letras. Ela voou para Nova Iorque na semana seguinte e gravou seu vocais num estúdio de 24 faixas em um porão da West 53rd Street — numa cabine vocal que havia sido montada a partir de um armário —, escrevendo boa parte das letras na viagem de avião. Segundo o produtor, Madonna foi bastante eficiente no estúdio, demarcando todos os vocais dos versos e do refrão em ordem e de uma vez só. Ele propôs a ideia de um rap no middle eight e sugeriu a citação de astros de filmes clássicos, ao que eles elaboraram uma lista de nomes e Madonna gravou rapidamente.
Na mesma época, Madonna viu dançarinos de vogue na boate The Sound Factory, que era parte da subcultura gay da cidade. Este tipo de dança consistia em combinar as danças extravagantes das showgirls de Las Vegas com poses estáticas e de modelo. Inspirada pela dança, ela decidiu chamar a canção de "Vogue" — algo que surpreendeu Pettibone, uma vez que este estilo já estava "semi-passado" na subcultura. Ele mudou certos pontos na composição para adequar-se às letras, acrescentando o piano e mudando as linhas do baixo nos versos, de forma que houvesse um fluxo melhor neles, embora Madonna, já satisfeita com a produção àquela altura, não quisesse alterações. A cantora apresentou "Vogue" aos executivos da Warner Bros. três semanas após o chamado de Kostich, e todas as partes envolvidas decidiram que a canção era boa demais para ser apenas um lado B, devendo ser lançada como single. "A gravadora ficou louca, o empresário dela ficou louco. Todo mundo disse, 'Esse é um grande sucesso — não iremos desperdiça-lo como lado B de 'Keep It Together'", lembrou Pettibone.
"Vogue" foi incluída na última faixa do alinhamento da trilha sonora de I'm Breathless, produzida sumariamente por Madonna, Patrick Leonard, Bill Bottrell, e baseada no filme Dick Tracy, onde Madonna interpretou a cantora de bar Breathless Mahoney. Ela foi abordada pelo diretor e co-protagonista Warren Beatty para elaborar uma canção à partir do ponto de vista da personagem, "obcecada por speakeasies, estrelas de cinema e coisas do tipo", e a ideia serviu também de inspiração para a obra. A artista posteriormente alterou algumas das letras sugestivas, uma vez que a canção estava conectada à Disney — o filme foi distribuído pela Buena Vista Distribution, setor de filmes da multinacional; apesar disso, a canção não fez parte do filme. "Vogue" foi lançada na Europa e Oceania em 20 de março de 1990 e seu lançamento nos Estados Unidos estava programado para o dia 29, contudo, como a rádio WQHT começou a tocá-la dois dias antes do previsto, a canção foi enviada para estações naquele mesmo dia 27. No Japão, foi lançada comercialemnte em 25 de abril. A canção foi, posteriormente, inclusa nas coletâneas The Immaculate Collection (1990) e Celebration (2009), e em forma remixada em Finally Enough Love: 50 Number Ones (2022).

## Gravação e composição
"Vogue" foi composta e produzida por Madonna e Shep Pettibone, que também encarregou-se de sua mixagem nos estúdios Can Am Recording em Tarzana, Califórnia. Greg Kostich serviu de produtor executivo. Antony Shimkin trabalhou na edição, Alan Friedman na programação e Goh Hotoda na engenharia de mixagem, com assistência de Curt Frasca. Niki Haris e Donna De Lory, vocalistas de apoio de Madonna, desempenharam a mesma função na faixa, juntamente com N'Dea Davenport. Por fim, a obra foi masterizada por Stephen Marcussen no Precision Lacquer em Hollywood, assim como todas as outras de I'm Breathless.
Com duração de 4 minutos e 49 segundos na versão do single (4:49) e 4 minutos e 23 segundos (4:23) na da trilha, "Vogue" é uma canção de house music com influências disco, um "ritmo de deep house" e uma "batida latejante" em sua composição, conforme notado por resenhistas. Apresenta também elementos de soul music com influências salsa, inspirada por interpolações de metais e cordas de "Ooh I Love It (Love Break)" (1982), da Salsoul Orcheta. Em seu livro Madonna: An Intimate Biography, o biógrafo J. Randy Taraborrelli a descreveu como uma "faixa pulsante". O autor Jason Hanley comentou que, ao ouvir os arranjos da canção, torna-se claro que "foi propositadamente construída para as pistas de dança", já que o primeiro verso é proferido apenas um minuto e meio depois do início da faixa. A música começa com sons de cordas sintetizadas, e se constrói lentamente com a adição de estalares de dados, baterias, e um baixo de pulsação profunda. Cordas em tons altos se ouvem a seguir, com um poderoso e sincopado piano incluído no refrão. De acordo com a partitura publicada no Musicnotes.com pela Alfred Publishing Company, "Vogue" foi composta no tom de lá ♭ maior e na assinatura de tempo comum, apresentando um ritmo moderadamente dançante com 120 batidas por minuto. Os vocais de Madonna abrangem-se entre as notas de dó4 e mi ♭5.
"Vogue" abre com Madonna perguntando ao ouvinte, "O que você está olhando?", como uma forma de estabilizar a natureza visual das letras. O conteúdo lírico possui tons escapistas e se referem a "como vital e importante um ritual qualquer na pista de dança pode ser a seus praticantes". O autor de Encyclopedia Madonnica, Matthew Rettenmund, comentou que as letras "batizam a pista de dança como um lugar onde não há barreiras"; ele descreveu a pista como um local onde "o renascimento é possível, onde uma nova vida baseada na gesticulação pode substituir a realidade sem movimentos e emoção, e qualquer um pode se transformar, mesmo que pela duração da canção — ou por sua e energia —, em uma 'superestrela'". Tal declaração é evidenciada na linha "Não faz diferença se você é negro ou branco / Se você é garoto ou garota". Petet Robinson, da Pitchfork, viu a crença de Madonna na pista de dança como um lugar sagrado, perceptível nas linhas "Quando tudo falha e você pretende ser algo melhor do que é hoje / Eu coonheço um lugar para onde você pode fugir – se chama pista de dança". Para Nick Levine, da NME, esta frase se tornou "essencialmente um mantra para toda a carreira dela". No middle eight, Madonna interpreta um rap mencionando diversos atores dos anos dourados de Hollywood, reafirmando sua admiração por estrelas de cinema:

Greta Garbo e Monre
Marlene Dietrich e DiMaggio
Marlon Brando, Jimmy Dean
Na capa de uma revista
Grace Kelly, Harlow, Jean
Imagem de uma rainha da beleza
Gene Kelly, Fred Astaire
Ginger Rogers, dançar no ar
Eles tinham estilo, eles tinham graça
Rita Hayworth entregou um bom rosto
Lauren, Katherine, Lana também
Bette Davis, nós te amamos

Em 2012, Madonna e Pettibone foram processadas pela VMG Salsoul com base na acusação de que haviam utilizado sem autorização uma amostra de um segmento de 0,23 segundos de trompas da música "Love Break", gravada pela Salsoul Orchestra. Segundo o demandante, há "inúmeras partes, mas intencionalmente escondidas" sem a permissão de Pettibone, que contrataram para mixar "Love Break" antes de trabalhar em "Vogue"; eles também alegaram que foi necessária tecnologia mais moderna para descobrir a suposta amostra: "A amostragem não autorizada foi deliberadamente escondida por [Madonna] dentro de 'Vogue' para evitar a detecção [...] Foi somente quando a VMG procurou especificamente pela amostra, com a tecnologia disponível em 2011, que pudermos ter a confirmação", continuaram. Também foi alegado que a VMG tentou notificar a violação de direitos autorais anteriormente em julho de 2011 e novamente em fevereiro de 2012. A defesa de Pettibone foi que ele recriou o som da trompa, e não o sampleou. O caso foi decidido a favor dele e de Madonna; o juiz concluiu que "nenhum público razoável" seria capaz de discernir as porções amostradas, pois eram insignificantes em "Vogue". Essa decisão foi confirmada pelo Tribunal de Apelações do Nono Circuito.

## Recepção crítica

### Análises contemporâneas

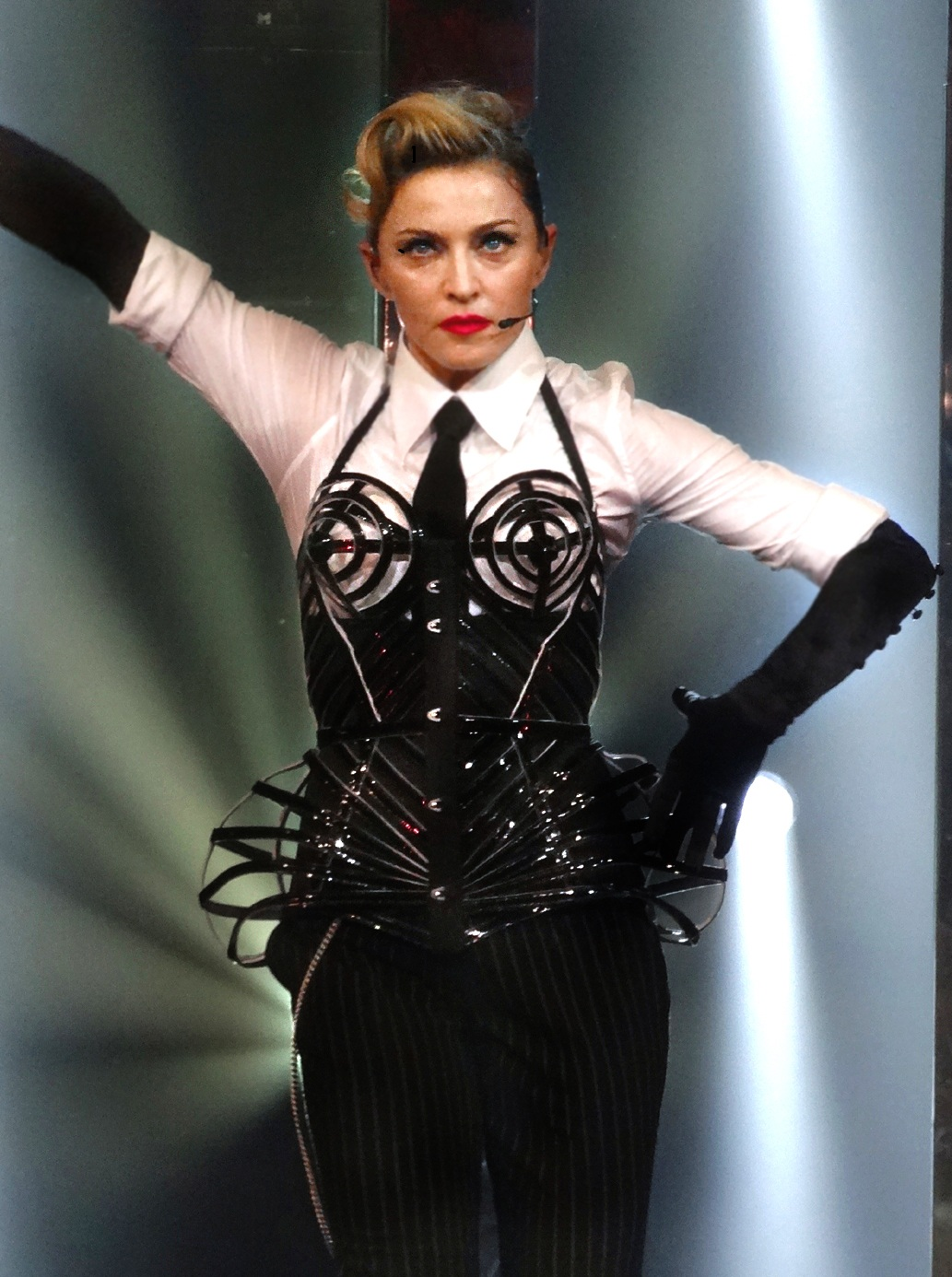
"Vogue" foi universalmente vista pelos críticos como a única música tradicional de Madonna em I'm Breathless na época de seu lançamento. Na imagem, a cantora apresenta a faixa na turnê The MDNA Tour (2012)

"Vogue" recebeu críticas positivas dos críticos musicais especializados após seu lançamento. De acordo com Karen DeSantis, do Newsday, música era excelente e a melhor de I'm Breathless, acrescentando que "tem seu estilo antigo que fará muitas crianças comprarem este CD". Barry Walters, para o The San Francisco Examiner, achou a faixa "sedutora" e "audaciosa", e considerou que Madonna "permaneceria na moda por muito, muito tempo". Bill Coleman, da revista Billboard, comentou que "a homenagem pop/house da estrela à moda underground (que logo será empurrada para o exterior) atinge seus objetivos". Ele afirmou que "mantém o sabor das obras anteriores de Pettibone nesse gênero com um pouco de seu clássico 'Love Break' adicionado para uma boa medida de déjà vu". Ernest Hardy, escritor da Cashbox, também notou influências de "Love Break" e opinou que o "apelo pop da cantora se adapta bem a um ambiente house", acrescentando que "com base na aceitação instantânea por rádios e boates, vai tornar o verão de Madonna". Andrew Harrison, da Select, considerou-a uma música "um estouro house", enquanto para Adam Sweeting, do The Guardian, o álbum "atingi o ápice com suas melhores faixas", respectivamente, "He's a Man" e "Vogue".
Segundo Edith Lee, resenhando para o Journal and Courier, "Vogue", junto com "Something to Remember", foram as únicas faixas que não se enquadraram no "molde vintage" de I'm Breathless. Jon Pareles, do jornal The New York Times, opinou que a música era "estranha" e "a que mostra o que está faltando no restante do álbum"; ele afirmou que qualquer um que comprasse I'm Breathless esperando outras músicas semelhantes se sentiria como "vítima de uma manobra de isca e troca". Escrevendo outra crítica para a mesma publicação, Michael MacCambridge afirmou que embora "Vogue" fosse "fantástico", soava como "um apêndice descaradamente comercial" para promover a trilha sonora, e sentiu que não era um single representativo do disco. De sua parte, Ray Boren, do Deseret News, sentiu que a faixa é uma "intrusa, estilisticamente falando", no álbum. Por outro lado, Greg Sandow, da revista Entertainment Weekly, sentiu que "Vogue" "soa improvável como um culminar genuíno" e que "de alguma forma se encaixa" no disco. David Giles, da Music Week, sentiu que "possui um groove mais forte do que estamos acostumados", mas considera que a seção de rap é "boba" e "a reduz ao nível de The Beloved".
Ao oferecer uma crítica negativa para o conjunto, Tony Parsons, do The Daily Telegraph, apontou que "apenas 'Vogue', o recente número um nocauteado como isca para parte dos trocados de sua mesada, soa como algo de um disco da Madonna". Da mesma forma, para Chriss Willman, do Los Angeles Times, "Vogue" foi "o único single tradicional de Madonna" em I'm Breathless. Escrevendo no Orlando Sentinel, Parry Gettelman notou que "Vogue" serviu como a "colherada de açúcar para fazer o resto descer" enquanto revisava o álbum como um todo. Na opinião de Ronni Lundy, do The Courier-Journal, embora não tivesse razão para estar em I'm Breathless, a faixa "faria deste pedaço de fofura multimilionária em vendas", perguntando-se "quantos fãs da Madonna pop irão na verdade, tocam-na mais de duas vezes depois de levarem I'm Breathless para casa e descobrirem que 'Vogue' é a única música típica dela nele". O periodista Mark Coleman, da Rolling Stone, escreveu que embora a música inicialmente soasse "sem brilho", dentro do contexto do álbum, ela "ganha uma ressonância surpreendente". Oferecendo uma crítica mais negativa, Dan Bennett, do North County Blade-Citizen, comentou que "à primeira vista, essa música dance cresce em você, mas não tanto".

### Prêmios e análises em retrospecto
"Vogue" ganhou a categoria "Single Internacional Mais Vendido" nos Juno Awards de 1991, bem como o prêmio de "Single Dance Favorito" nos American Music Awards realizado naquele ano, ao mesmo tempo que foi indicado para "Single Pop/Rock Favorito"; Também recebeu o ASCAP Pop Music Awards de "Música Mais Executada" e o prêmio de "Melhor Disco Single" nos SER FM Awards. Com base nos Poll Awards de 1990, "Vogue" foi considerado o melhor single do ano. A música também foi classificada como a quarta melhor de 1990 na enquete Pazz & Jop daquele ano no The Village Voice.
As revisões retrospectivas também foram positivas. Taraborrelli escreveu que a seção de rap da música "ainda era um dos maiores momentos musicais campais de Madonna". Stephen Thomas Erlewine, editor sênior do AllMusic, afirmou que a faixa era "o melhor momento de Madonna" e que tinha uma "melodia instantaneamente memorável". Em uma crítica para The Immaculate Collection, Erlewine também afirmou que a música era "elegante" e "estilosa". Jose F. Promis, em outra resenha para a mesma publicação, destacou que "Vogue" foi uma "realização artística culminante". Kevork Djansezian, do Tulsa World, chamou-a de "música dançante maravilhosa". Em 1998, Danny Eccleston, da revista Q, afirmou que I'm Breathless descreveu a música como "absurda"; Em uma revisão retrospectiva de I'm Breathless para a Blender, Tony Power chamou a obra de "fabulosa" e "totalmente incongruente". Sal Cinquemani, da Slant Magazine, também analisando o disco como um todo, expressou que embora a música, agora "extremamente influente", inicialmente soasse "grosseiramente fora do lugar", acabou sendo "um final adequado" para I'm Breathless. De acordo com o editor da Pitchfork, Peter Robinson os ouvintes achariam a letra da música "tão inspiradora em 2017 quanto os ouvintes de quase três décadas atrás".

## Videoclipe

### Desenvolvimento e filmagens

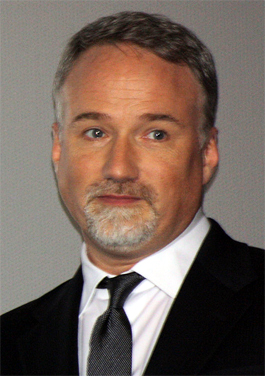
David Fincher (foto), que já havia dirigido dois videoclipes de Madonna, foi escolhido para dirigir o de "Vogue".

O videoclipe de "Vogue" foi dirigido por David Fincher, que havia trabalhado anteriormente com Madonna nos vídeos de "Express Yourself" e "Oh Father", ambos singles de Like a Prayer. As filmagens ocorreram entre 10 e 11 de fevereiro de 1990 nos Burbank Studios em Burbank, Califórnia. A produção ficou a cargo de Vicki Niles, sob a Propaganda Films, com edição de Jim Haygood e fotografia de Pascal Lebegue. Fincher lembrou de ter convencido a cantora em lançar um clipe para "Oh Father" mas, embora estivesse satisfeito com o produto, o desempenho da faixa nas tabelas não atingiu as expectativas da gravadora de Madonna. Ela foi pressionada pela empresa para lançar rapidamente o vídeo de "Vogue", e o contatou novamente para dirigir. O vídeo foi filmado num curto prazo de 16 horas, pois Madonna, em ensaios para a turnê Blond Ambition World Tour, tinha pouco tempo para as gravações.
Os dançarinos Luis Camacho e Jose Gutierez, ambos integrantes da House of Xtravaganza, e já famosos na cena ballroom de Nova Iorque como pioneiros de vogue, foram dois dos primeiros a realizarem testes para Madonna na boate Tracks, localizada na cidade. Eles conseguiram o teste por intermédio de um conhecido, namorado de um amigo em comum, que era amigo de Debi Mazar, amiga pessoal de Madonna e sua maquiadora na época. Gutierez lembrou que, ao dançarem para a cantora, "a boate inteira se transformou em um teste", com o resto das pessoas seguindo seus passos. O teste improvisado impressionou Madonna a ponto de convidá-los para os testes oficiais, e oferecer a oportunidade de coreografar o vídeo. Os testes oficiais ocorreram durante uma rápida seleção em Los Angeles, onde apareceram centenas de dançarinos, dos mais variados estilos; Madonna os escolheu em dias e os convidou para boates, para ter certeza de que eles "serviriam".
Dada à falta da pré-produção extensiva típica de Fincher, o vídeo se baseia em iconografia estática, incluindo tomadas similares à composições da artista de Art Deco Tamara de Lempicka, bem como fotógrafos de Hollywood como Don English, Eugene Robert Richee, George Hurrell, Whitey Schafer, Ernest Bachrach, Scotty Welbourne, László Willinger, Clarence Sinclair Bull e Horst P. Horst. O último teria ficado "insatisfeito" com o clipe pois ele nunca deu permissão para que o seu trabalho fosse usado, tampouco recebeu créditos da cantora ou de sua equipe. O empresário dele lembrou: "Você não pode culpar o gosto dela. Mas o vídeo devia ter se chamado 'Homenagem à Horst'. Nós apenas gostaríamos de ter feito algo de antemão — como uma fotografia original dela nua", ao que a porta-voz de Madonna respondeu que "ela é uma grande admiradora de Horst. Não pretendíamos chateá-lo".
Para concepção do videoclipe de "Vogue", Madonna também tomou como referência à vida cotidiana das décadas de 1920 e 1930. Ela queria recriar a ambiência dos estúdios dos fotógrafos de moda e de celebridades da época. Os cenários repetem, portanto, uma composição ao estilo Art Deco, caracterizado pela amplitude dos espaços, pela simplicidade de elementos cênicos (escadas, colunas, cortinas em ondas ou amassadas, eventuais estátuas clássicas ou de animais com formas alongadas) e pelo investimento em formas geométricas (tanto retas e angulares quanto curvas e arredondadas). Logo na introdução do clipe, a demarcação do período é também patente na presença de vários quadros de Lempicka. O figurino reflete igualmente essa inspiração retrô, sendo usados vestidos longos, retos, feitos de tecidos leves e brilhantes, sobretudos e roupões elegantes, além dos trajes masculinos de corte ajustado. Há, além disso, a inclusão de peças mais ostensivamente provocantes como o sutiã cônico e uma blusa de renda transparente, que pode ser vista tanto como uma versão mais sofisticada do uso desse material quanto uma inspiração retirada de ensaios de Newton na mesma década.
Apesar de embaralhadas no videoclipe, as influências pontuais dos autores das imagens originais podem ser facilmente restituídas tal é sua precisa reprodução, inclusive mantendo o preto e branco das fotos. As tomadas mais abertas, por exemplo, são mais tributárias do legado de Hoyningen-Huene, do cuidado demonstrado na relação geometricamente equilibrada entre a modelo e o cenário: como no trabalho do artista russo, Madonna interage com escadas, colunas e grandes janelas panorâmicas (evidenciando uma simulação do céu), movimentando-se com a elegância e a languidez sugeridas no material fonte. Nos enquadramentos fechados e closes, varia-se desde o jogo de iluminação típico de Hurrel – o foco de luz superior, que banhava o rosto das estrelas, dando-lhe uma aura mítica destacada por conta do contraste com o estabelecimento de penumbra no resto da foto – até a simplicidade e geometria estruturais, a estilização postural e de figurinos (torço, espartilhos) típicas de Horst. Além de apresentar uma versão com movimento da famosa foto tirada por ele, "Mainbocher Corset", a cantora imita também algumas das estrelas de cinema citadas na letra da canção, a exemplo de Rita Hayworth e Marlene Dietrich, esta última a partir de um famoso retrato tirado, em 1931, por English.

### Lançamento e sinopse

Capturas em ecrã de oito momentos do vídeo musical de "Vogue".

O videoclipe de "Vogue" estreou na MTV em 29 de março de 1990, descrito pela emissora como uma "estreia planetária". A rede havia pedido para que Madonna removesse as cenas onde seus seios estão visíveis por meio de uma blusa de renda, ao que ela se recusou, e as cenas foram ao ar inalteradas. O vídeo foi incluído nas compilações The Immaculate Collection (1990) e Celebration: The Video Collection (2009), e na edição digital deluxe da coletânea Celebration onde constaram 30 dos clipes da cantora.
Filmado em preto e branco, o clipe começa com uma cortina de penas cobrindo a tela. Ao serem descobertas, exibem-se diversos dançarinos posando como estátuas em meio a estátuas gregas e pinturas. Madonna se vira para a tela e começa a cantar, fazendo pose, enquanto dançarinos marcham coordenadamente e outros sentam em cadeiras. Na primeira estrofe, imagens da artista usando um vestido de renda são intercaladas com tomadas dela sob um chão coberto de cetim. No início do primeiro refrão, ela é vista usando uma túnica acompanhada por três dançarinos, todos vestidos de preto na frente de um fundo escuro, executando uma coreografia somente com as mãos. Na segunda estrofe, a cantora caminha em frente a uma grande janela, usando um longo vestido preto.
Para o segundo refrão, três dançarinos realizam outra coreografia, dessa vez movendo-se em diferentes cantos; intercalam-se a estas cenas tomadas de Madonna imitando as obras "Lisa with Turban" e "Carmen Face Massage", de Horst. No terceiro refrão, ela está dançado com apenas um dançarino, seguindo-se a isto o middle eight citando vários atores de Hollywood. No último refrão, todos os dançarinos e duas vocalistas de apoio juntam-se à cantora, que abre sua blusa e dança mostrando seu sutiã cônico. Estas cenas são intercaladas com diversas sequências onde Madonna imita a imagem "Mainbocher Corset", de Horst, usando um vestido amarrado nas costas. O vídeo termina com a cortina de penas cobrindo Madonna e seus dançarinos.

### Recepção e análises

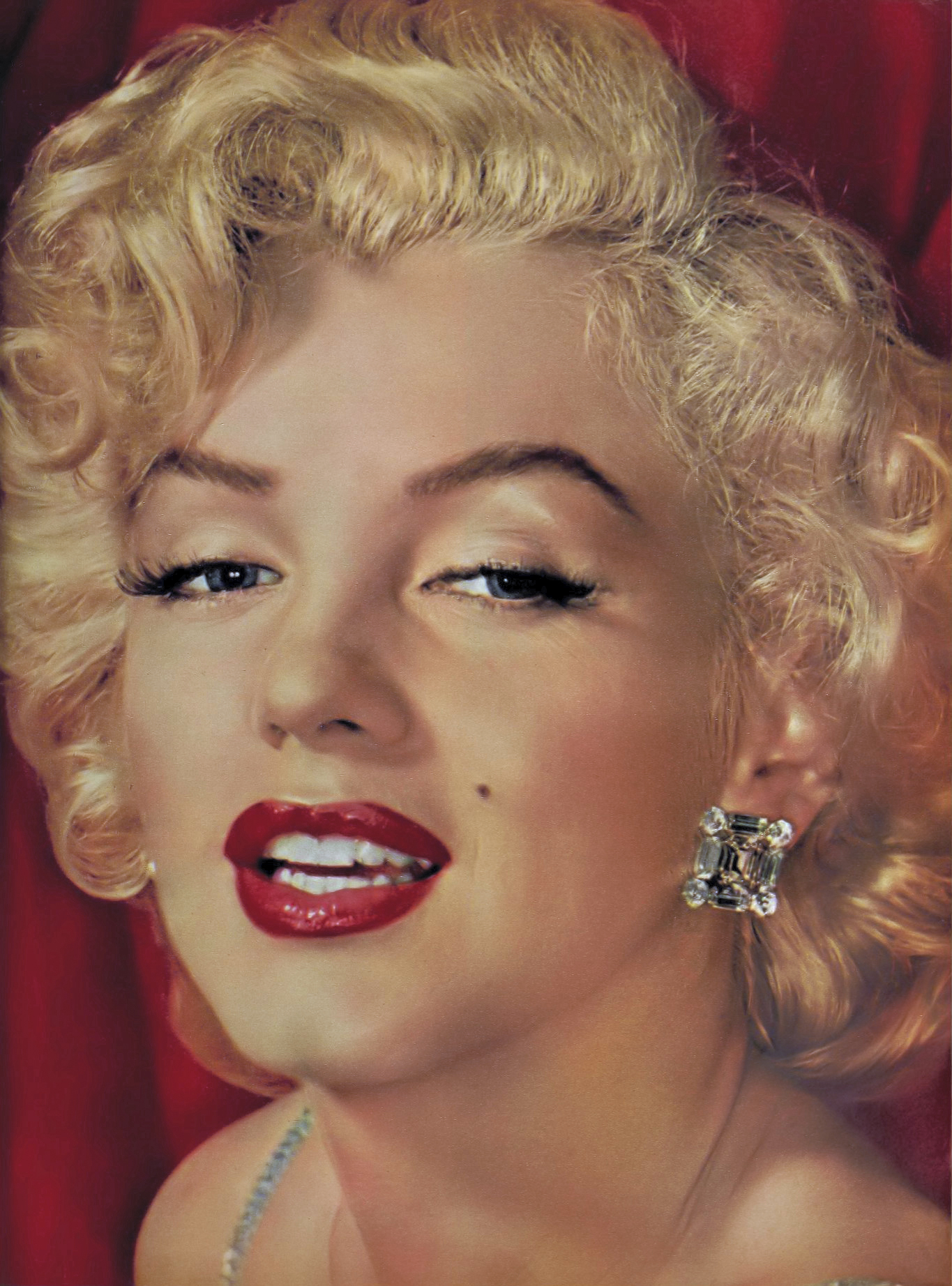
Alguns críticos concordaram que o visual de Madonna no vídeo era semelhante ao de Marilyn Monroe (foto)

A reação inicial ao vídeo foi positiva. Edna Gundersen, do USA Today, adjetivou-lhe de "camp, glamouroso, sensual e elegânte" e achou que o visual de Madonna nele soava semelhante ao de Marilyn Monroe. Harriet Swift, do Oakland Tribune, compartilhou uma opinião semelhante, escrevendo que a cantora "nunca se pareceu mais com Marilyn Monroe do que neste vídeo, com seu cabelo loiro acinzentado, sem raízes escuras, rebeldemente expostos aparecendo desta vez", e considerou que a obra era "tão muito mais elegante e estilizado do que qualquer outro da videografia dela", observando seus "ângulos de câmera elegantes, edição de filme extremamente sofisticada e poses corporais congeladas", parecendo que "poderia ter sido filmado pelo falecido Robert Mapplethorpe com suas superfícies elegantes e glamorosas e sua propensão para estéticas clássicas". Liz Smith, jornalista do New York Daily News, também comparou Madonna no vídeo a Monroe, bem como Harlow e Dietrich, e observou que diferente de seus videoclipes anteriores, "este não se vai indignar e causar polêmica", já que a cantora estava "vestida até os dentes", sem "nenhuma imagem religiosa e sem vulgaridade" que "até uma mãe antiquada poderia adorar", concluiu ela. David Barton, do periódico McClathy News Service, sentiu que a cena em que Madonna aparece usando um vestido de renda transparente foi "um movimento que certamente despertará polêmica, uma tática dela há muito estabelecida", e escreveu que o vídeo "consegue posicioná-la mais uma vez, pelo menos aos olhos do grande público, como na vanguarda da cultura popular".
Comentários retrospectivos também foram positivos. Escrevendo para o The Independent, Ben Kelly afirmou que a gravação foi o momento mais icônico de Madonna, pois "presta homenagem à era clássica de Hollywood, mas por sua vez suas próprias imagens estão agora firmemente enraizadas na história da cultura pop", que vai "da famosa dança ao aparecimento daquele sutiã cônico, tudo é carregado de momentos memoráveis". Samuel Murrian, da Parade, descreveu o seu visual como "inesquecível" e "atemporal", e comentou como ele trouxe "um movimento underground para o mainstream". Classificando-o como o melhor vídeo da cantora, Mike Nied, do Idolator, sentiu que "seria um lançamento marcante em qualquer videografia" e foi "a definição de um sucesso atemporal e duradouro". Esta opinião foi compartilhada por Louis Virtel, da The Backlot, que também o declarou o melhor da artista, e o chamou de "não apenas um espetáculo imaculado, elegante e efervescentemente gay; é a declaração definitiva de Madonna. O carisma dela está envolto em teatralidade, arrogância e autoconsciência, e é exatamente isso que a dança vogue celebra". Rocco Papa, do The Odyssey, avaliou que era "um tributo a uma parte importante da subcultura LGBT" e "um exemplo da cantora ajudando a construir representação para essa população". Por sua vez, Eric Henderson, da Slant Magazine, destacou que, para alguns, o vídeo foi "a democratização definitiva da beleza. Para outros, uma erradicação presunçosamente preventiva da questão racial por completo", referindo-se às origens da dança.
Douglas Kellner, autor do livro Media Culture: Cultural Studies, Identity, and Politics Between the Modern and the Postmodern, observou como o visual da obra "implementa imagens de poses para celebrar o puro camp", ao mesmo tempo que parodia as convenções de moda, como modelagem, pose, fotografia e objetificação, mas as reforça ao identificar o vogue como um fenômeno de dança gay e depois como uma celebridade cultural. Como comenta O'Brien, em She Bop II: The Definitive History of Women in Rock, Pop and Soul, os dançarinos do vídeo "adotam  as  poses e o andar afetado de  passarela típicos do mundo dos guetos gay" com referências a "beleza", "estilo" e "aparência", fazendo deste artefato uma "celebração gloriosa da imagem, como se desse vida a uma antiga revista sobre cinema hollywoodiano. Ao destacar atitudes, talento, graciosidade e beleza de artistas do cinema, Madonna os projeta como imagens desejáveis, em capas de revistas". De acordo com o mesmo autor, em Madonna, Fashion, and Image, a obra, "emprega poses para exaltar a pura afetação" parodiando as convenções da moda e expondo as "condições de produção da imagem ao revelar as poses da moda, as figuras das estrelas e o modo como são construídas suas imagens". O autor cita duas auxiliares de limpeza que aparecem no clipe fazendo poses ao realizar a faxina, insinuando o "desejo de criação de imagem em todas as esferas da vida cotidiana".
Pamela Robertson escreveu em Guilty Pleasures: Feminist Camp from Mae West to Madonna que, a obra, torna os papéis sexuais e de gênero "ambíguos o suficiente para que sua afiliação, e a da cantora, a uma subcultura gay não possa ser ignorada ou apagada", usando "referências desse segmento em conjunto com pastiche pós-moderno e retrocinefilia para criar um efeito de camp queer". Ela também observou que, "Madonna mistura sinais de gênero — ela usa um enorme sutiã cônico com um terno masculino, por exemplo — e ressalta seu status como uma figura feminina ao aparecer sozinha em vários disfarces femininos glamorosos em outras seções do vídeo". Em Queer Tracks: Subversive Strategies in Rock and Pop Music, o escritor Doris Leibetseder comentou que a gravação retratava "uma relação particular entre a subcultura gay, as estrelas de Hollywood e o campo feminista", mostrando a prática cultural do vogue, mas "reprocessada para o mainstream". O vídeo recebeu um total de nove indicações nos MTV Video Music Awards de 1990, vencendo três categorias técnicas, de Melhor Direção, Melhor Edição e Melhor Fotografia. Em 1999, a MTV elegeu-o o segundo de sua lista dos 100 melhores vídeos já feitos, atrás apenas de "Thriller" (1983), de Michael Jackson. Posteriormente, foi classificado em quinto lugar entre os 100 principais vídeos que quebraram as regras, emitido pela MTV no 25.º aniversário do canal em agosto de 2006. A VH1 também incluiu-o em sua compilação dos Melhores Videoclipes de Todos os Tempos. Em uma pesquisa de 2011, realizada pela Billboard, "Vogue" foi eleito o terceiro melhor da década de 1990. Em 2019, tornou-se o quarto videoclipe de Madonna a alcançar mais de 100 milhões de visualizações no Youtube em quatro décadas diferentes, depois de "Bitch I'm Madonna" (2015), "Hung Up" (2005) e "La Isla Bonita" (1987), tornando-a a primeira artista feminina na história a alcançar esse feito na era do streaming.

## Apresentações ao vivo
"Vogue" foi apresentado em oito turnês de Madonna: Blond Ambition (1990), The Girlie Show (1993), Re-Invention (2004), Sticky & Sweet (2008–09), MDNA (2012), Rebel Heart (2015–16), Madame X (2019–20) e Celebration (2023–24). No primeiro, ela usava um sutiã esportivo preto com shorts de lycra, enquanto as dançarinas usavam spandex preto, com cenários representando pinturas de Tamara de Lempicka. A Slant Magazine sentiu que a performance foi "resumida ao básico" e "chegou o mais próximo de capturar a essência da cena de dança de boate gay na qual as letras foram inspiradas: apresentação, ostentação e tudo fincado na pose". Duas performances diferentes foram registradas e lançadas em vídeo, a Blond Ambition – Japan Tour 90, gravada em Yokohama, Japão, em 27 de abril de 1990, e a Live! – Blond Ambition World Tour 90, gravado em Nice, França, em 5 de agosto de 1990. Foi também uma das performances incluídas no documentário Madonna: Truth or Dare (1990). Nos MTV Video Music Awards, realizado naquele ano, a música foi executada; Madonna e seus dançarinos vestiram roupas inspiradas no Século XVIII, em referência a Maria Antonieta, com insinuações sexuais na performance. A certa altura, ela abriu sua enorme saia, permitindo que uma de suas dançarinas rastejasse para dentro e saísse pelo outro lado. Taraborrelli observou que era uma "apresentação clássica que elevou os padrões de apresentações futuras daquela premiação". Posteriormente, foi classificada pela Rolling Stone como a sexta melhor performance da história do evento. Uma apresentação semelhante foi executada no evento beneficente AIDS Project Los Angeles no final daquele ano.

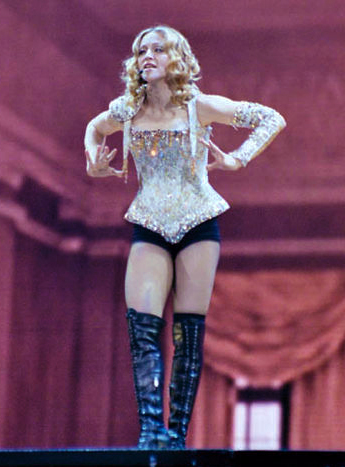
Madonna abrindo a Re-Invention World Tour (2004) com a performance de "Vogue".

Três anos depois, Madonna incluiu "Vogue" na turnê The Girlie Show, onde realizou uma performance com temática tailandesa. Ela usava um conjunto composto por calças pretas de lantejoulas e sutiã combinado com botas militares até o joelho e um grande cocar de contas que foi considerado pelo diretor da turnê, seu irmão Christopher Ciccone, como "parte Erté, parte Zizi Jeanmaire". Santiago Fouz-Hernández e Freya Jarman-Ivens criticaram a cantora por colocar "sua característica visão de mundo exagerada e deformada sobre as culturas asiática e hinduísta". A apresentação no show de 19 de novembro de 1993, no Sydney Cricket Ground, foi gravada e incluída no lançamento do vídeo The Girlie Show: Live Down Under. Em 2004, Madonna abriu a turnê Re-Invention com uma execução da música, onde chegava ao palco no topo de uma plataforma ascendente. Ela trajava um figurino inspirado em Maria Antonieta, composto por um espartilho incrustado de joias. Durante a performance, a cantora realizava poses de ioga e, a certa altura, apoiou-se nos antebraços. Sal Cinquemani, da Slant Magazine, comentou que, a apresentação, deu um novo significado ao slogan "fazer uma pose". O número foi incluído no álbum ao vivo e documentário I'm Going to Tell You a Secret. Um mashup de "Vogue" e "4 Minutes", da própria Madonna, e "Give It to Me" (2007), de Timbaland, foram adicionados a Sticky & Sweet (2008–09); a cantora estava vestida com uma malha preta e meia arrastão, enquanto seus dançarinos usavam lingerie, inspirados na prática BDSM, sobre macacões da cor da pele; juntos, eles fizeram uma coreografia sincronizada com a música. A apresentação foi adicionada ao lançamento do CD e DVD ao vivo da digressão, gravado em Buenos Aires, Argentina.
Em 2012, Madonna abriu o show de intervalo do Super Bowl XLVI com uma apresentação de "Vogue". Iniciou-se com uma procissão até o palco, com homens vestidos de gladiadores puxando uma grande estrutura escondida por grandes bandeiras douradas. Quando a música começou, as bandeiras foram removidas, revelando a cantora com uma longa capa dourada e um antigo cocar egípcio sentada em um grande trono. A Slant Magazine elogiou-a por "abrir sua apresentação, sem dúvida o público mais heterossexual para o qual ela já se apresentou, talvez com o hino mais gay de seu catálogo". Dez dos artistas mencionadas na música tiveram direito ao pagamento de 3.750 dólares por royalties, pois suas imagens também foram usadas na apresentação. Para a execução de "Vogue" na MDNA Tour, que ocorreu no mesmo ano, Madonna usou um conjunto composto por um terno e um espartilho gaiola, com copas de sutiã cônicas, enquanto suas dançarinas vestiam roupas vanguardistas em preto e branco. Esse figurino foi desenhado por Jean Paul Gaultier, que a descreveu como "uma homenagem ao sutiã cônico da turnê Blond Ambition, mas reelaborado em 3D". Lustres foram pendurados no fundo enquanto as telas exibiam o título da música e imagens em preto e branco de figurinos dos anos 1950. Nisha Gopalan, do The Hollywood Reporter, chamou-o de um dos "verdadeiros prazeres para o público que reagiu tanto com gritos quanto com arrepios". A apresentação da música nos shows em Miami, na American Airlines Arena, foi registrada e incluída ao disco ao vivo MDNA World Tour (2013).

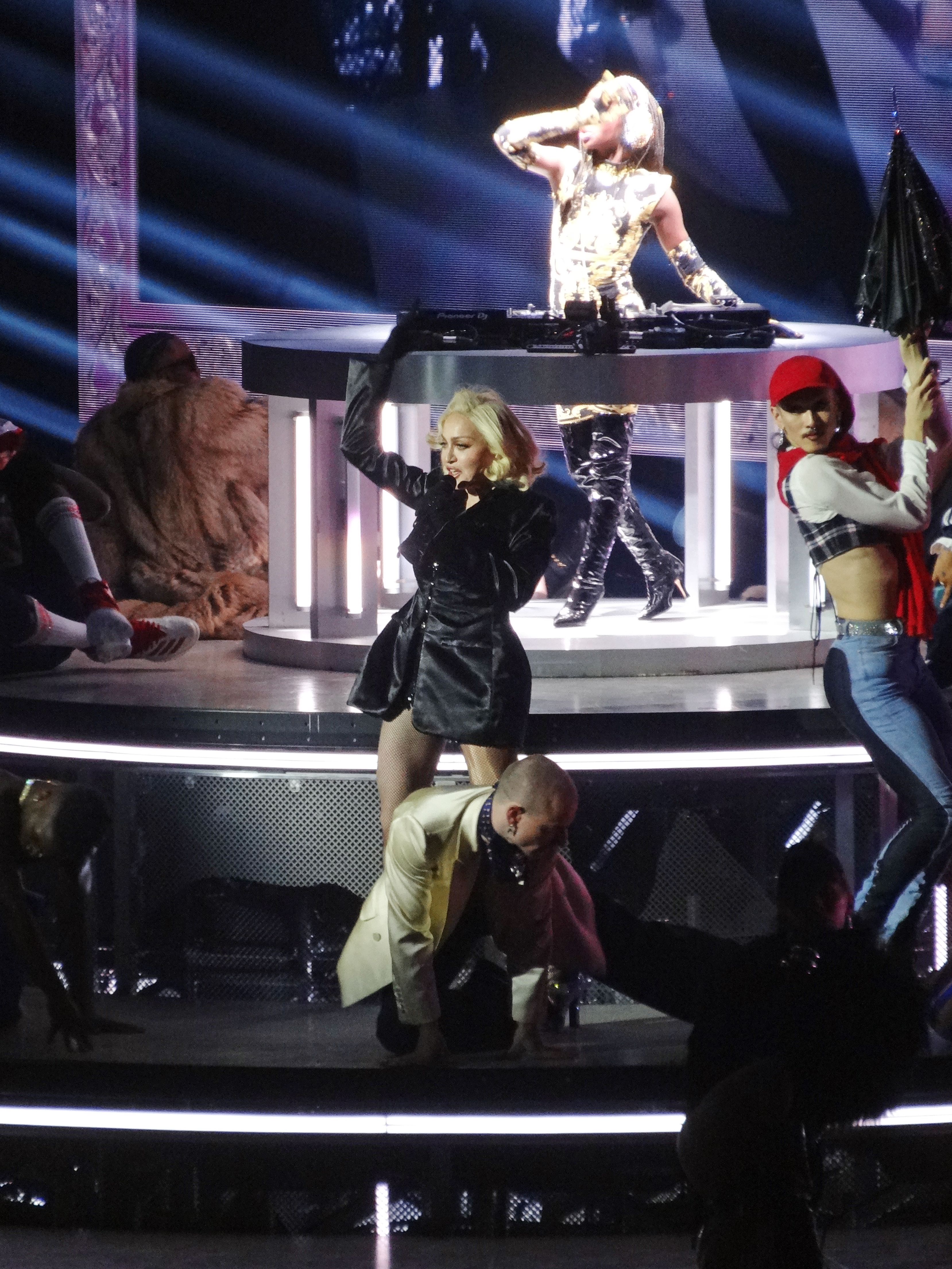
Madonna cantando "Vogue", durante a passagem da The Celebration Tour (2023-2024)

Na Rebel Heart Tour (2015–16), Madonna apresentou um mashup de "Vogue" e "Holy Water", uma música de seu 13º álbum de estúdio Rebel Heart (2015). Perto do final da última faixa citada, ela começou a cantar o rap e o refrão de "Vogue" trajando calças hot pants, tops de biquíni e botas de salto alto, enquanto se contorcia contra uma dançarina vestida de freira e outras que simulavam uma orgia na Última Ceia. Michael Lallo, do The Sydney Morning Herald, apontou que "você nunca viu, o que normalmente é um número de dança elegante e elaborado, executado com tanta escuridão". A apresentação na Allphones Arena, de Sydney, foram inclusas ao álbum ao vivo correspondente à turnê. Em 6 de dezembro de 2016, Madonna cantou "Vogue" durante o segmento Carpool Karaoke do The Late Late Show with James Corden. Em 30 de junho de 2019, a faixa foi usada na abertura de seu mini show no Stonewall 50 – WorldPride NYC 2019, para celebrar o 50.º aniversário dos motins de Stonewall. Ela entrou no palco com um sobretudo preto em meio a uma trupe de dançarinos vestidos de forma idêntica. Uma performance semelhante foi feita posteriormente para a Madame X Tour (2019—20), que foi narrada no filme-concerto da digressão lançado em 2021.
Em 24 de junho de 2021, a cantora fez uma aparição surpresa na parada LGBT, de Nova Iorque, com "Vogue" sendo usada como música de abertura. A artista deu voz novamente a obra na Celebration Tour (2023—24), a qual incorporou elementos de "Break My Soul (The Queens Remix)" (2022), de Beyoncé. O palco foi transformado em uma competição de dança de salão, que foi descrita por Joe Lynch, da Billboard, como "um tributo multifacetado ao seu passado, sua família e suas inspirações queer". Neste, ela atua como jurada de um desfile de dançarinos, que inclui sua filha Estere; vários jurados convidados também aparecem, incluindo Julia Fox, o porto-riquenho Ricky Martin e a brasileira Anitta. Durante a apresentação, Madonna traja uma nova versão do sutiã cônico, composto por um mini-vestido cônico preto, incrustado com cristais pretos, desenhado por Gaultier.

## Legado

### Reconhecimento
"Vogue" foi incluído na lista "500 músicas que moldaram o rock and roll" elaborada pelo Rock and Roll Hall of Fame e foi considerada a quinta entre as 100 melhores faixas dos anos 1990 pelo VH1. Os editores da Pichfork classificaram-na como a 115.ª melhor canção da década, elogiando-a pela forma como celebrou assumidamente a vida queer no auge da epidemia de AIDS no mundo. A Rolling Stone posicionou-a na 139.ª colocação entre as 500 melhores músicas de todos os tempos, enquanto a considerou a 11.ª melhor do segmento dance. Para a Billboard, que reuniu os maiores hinos LGBTQ de todos os tempos, o tema foi o 4.º melhor. Como parte do 65.º aniversário da Billboard Hot 100, a equipe da revista enumerou "Vogue" como a 186.ª melhor música pop que apareceu na parada. Foi selecionada pela Slant Magazine em décimo lugar na lista de Melhores Singles dos Anos 1990, enquanto foi a terceira mais bem posicionada no segmento dance, dentre outras 100. O crítico musical Jody Rosen, da Slate, considerou "Vogue" uma das "dez canções essenciais de Madonna para fãs novos ou aspirantes". A Time, por sua vez, a chamou de "a música de Vogue mais famosa de todos os tempos", embora a canção não fosse especificamente sobre a revista. Em uma lista elaborada pelo The Daily Telegraph, foi nomeado o momento de dança feminina mais icônico da história.

### Impacto cultural
Muitos críticos musicais e acadêmicos concordam que, com a música, Madonna trouxe o vogue para a cultura mainstream, e também a vêem como uma das primeiras obras da cultura pop a destacar elementos da cena de guetos queer, liderada por negros e hispânicos. Scott Kearnan, do Boston.com, observou que, embora Madonna tenha sido ocasionalmente acusada de apropriação cultural — "ela nunca ofuscou ou rebaixou as raízes [desse segmento]" —, e completou que, "mesmo em um momento especialmente homofóbico, os dançarinos gays de Madonna foram mostrados na frente, no centro e fabulosos, fazendo uma pose ao lado da mulher mais famosa do planeta [na época]". Jon Blistein, da Rolling Stone, teve pensamentos semelhantes, criticando a disposição do mainstream de se envolver seriamente com essa cultura e arte apenas quando ela é apresentada por pessoas brancas, mas afirmou que isso "não significa que alguém ainda não possa se deleitar com o o brilho da música, nem sugerem necessariamente algo malicioso por parte de Madonna", já que ela "abordou o vogue com uma clara admiração e respeito pelo mundo dos salões de dança". Para Lucy O'Brien, em seu livro Madonna: Like an Icon, "Vogue" foi "o início de uma nova fase para a cantora. Foi como se ela tivesse uma noção de sua imortalidade e de seu verdadeiro poder. Sentindo-se segura em seu status como artista de massa, ela começou a brincar com esse poder e a desafiar seu público". James Rose, do Daily Review, concordou, escrevendo que com a música a artista começou "uma fase de sua carreira que oscila entre a auto-exploração cínica e a auto-expressão corajosa. Vídeos atrevidos, letras com temas explícitos e batidas boudoir tornaram-se obrigatórios para a senhora que agora carrega indiscutivelmente o maior nome da música popular".

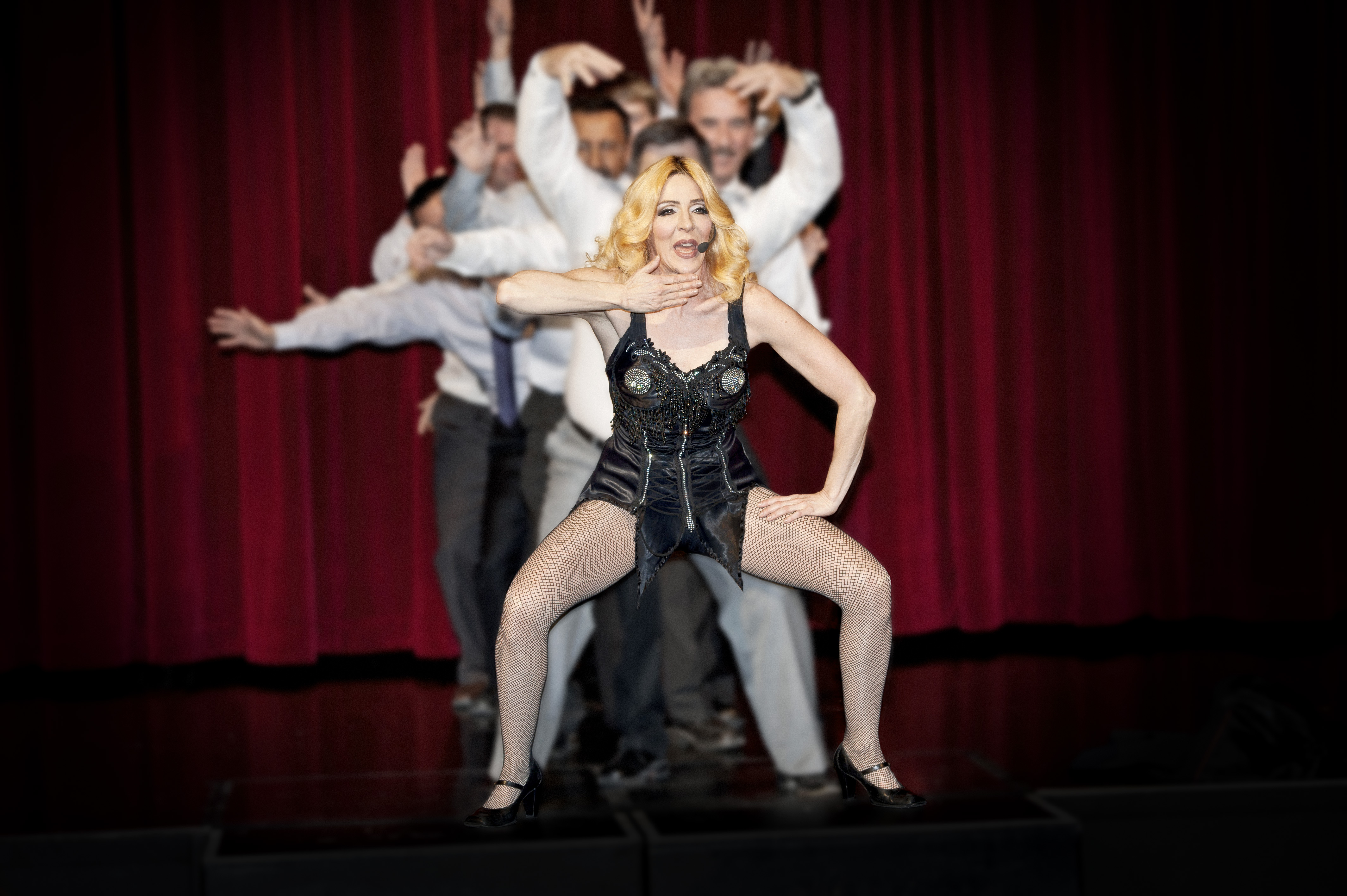
Madonna foi vista como a responsável por trazer o vogue para a cultura dominante. Na imagem, uma cosplay da artista, Tracey Bell, é vista vogando.

Antes de Madonna popularizar a dança, o vogue era realizado principalmente em bares e discotecas destinados a população LGBT da cidade de Nova Iorque. De acordo com O'Brien, quando "Vogue" se tornou o "sucesso número 1 daquele verão, [foi] tocado em boates de todo o mundo, de Londres a Nova Iorque e Bali", apontando também que "cavalgou o auge da nova moda da dança emergente, onde a cultura club, a house music e o techno se encontravam no mainstream. 'Vogue' refletia o novo hedonismo; positivo, otimista e totalmente inclusivo". Liam Hess, da revista Vogue, comentou que "esse movimento subcultural oficialmente transbordou para o zeitgeist", já que "muitos estavam imitando os gestos lúdicos e exagerados dos salões de baile do Harlem" em todo o mundo. Steven Canals, o co-criador da série televisiva Pose, declarou: "Se olharmos para a história da dança de salão e especificamente para aquele momento, o que Madonna fez foi trazê-lo para a massa. Ela apresentou ao mundo esta comunidade que, até aquele momento, tinha sido uma subcultura". Desde então, o vogue se tornou uma forma de dança proeminente praticada em todo o mundo, e muitas artistas femininas seguiram os passos de Madonna, adotando o estilo de dança e incorporando-o em seus videoclipes e performances.
A canção também é conhecida por popularizar a música house no mainstream, bem como por reviver a música disco após uma década de declínio comercial. Erick Henderson, da Slant Magazine, explicou que "Vogue" foi "fundamental para permitir o surgimento do revivalismo disco, permitindo que o denegrido estílo musical gay subisse mais uma vez no contexto do house, o gênero disco obteve sua segunda vida". Sal Cinquemani, da mesma publicação, considerou que a obra estava "tornando seu impacto ainda mais impressionante (ela inspiraria um excesso de artistas querendo replicar o pop-house) e levantando a um questionamento: se o disco morreu uma década antes por que — diabos foi essa grande, boa fúcsia gay e drag queen em forma de música dançante —, que ficou no topo das paradas por um mês?". De acordo com Tom Breiham, do Stereogum, "Vogue" foi certamente a primeira obra do gênero house na história a alcançar o primeiro lugar nos Estados Unidos. Ele acrescentou: "O house, assim como o próprio vogue, tinha sido um fenômeno de boate relativamente underground alguns anos antes, e apenas começou a fazer incursões no mainstream. No que diz respeito a esta coluna, esse avanço pode ser o principal legado de 'Vogue'".

### Regravações e uso na mídia
Uma das primeiras regravações de "Vogue" foi realizada pela banda finlandesa Waltari, para seu álbum Torcha! (1992). O grupo The Chipettes também realizou uma releitura do tema em seu álbum Club Chipmunk: The Dance Mixes (1996). Em 1999, foi lançado o álbum de compilação Virgin Voices: A Tribute To Madonna, Vol. 1, que apresenta o grupo britânico de música eletrônica Astralasia interpretando-a. No mesmo ano, a cantora Britney Spears incluiu a música no setlist de sua turnê  ...Baby One More Time junto com "Material Girl" (1984), outra canção de Madonna. Uma versão dance de "Vogue" pode ser encontrada no álbum Absolutely Mad, na voz de Mad'House, lançado em 2002. Foi apresentada no filme The Devil Wears Prada (2006) como uma homenagem à inspiração de Miranda Priestly (Meryl Streep), a editora da revista Vogue, Anna Wintour. Em 2006 e 2007, a cantora australiana Kylie Minogue cantou a obra em sua turnê Showgirl: The Homecoming, com sua música "Burning Up", de seu oitavo álbum de estúdio Fever (2001), como tema de fundo. Ela repetiu essa performance durante a digressão For You, For Me (2009). Rihanna executou a obra durante uma apresentação no Fashion Rocks de 2008. No ano seguinte, "Vogue" inspirou  flash mobs nos Estados Unidos.
Em 2010, na série Glee, a personagem Sue Sylvester (Jane Lynch) fez uma paródia do videoclipe de "Vogue", em um episódio intitulado "The Power of Madonna", com o nome de Ginger Rogers sendo substituído pelo nome de Sue Sylvester, e a frase "Bette Davis, nós te amamos" substituída por "Will Schuester, eu te odeio". Após o episódio, a canção alcançou a posição 106 na UK Singles Chart, do Reino Unido. Beth Ditto fez reinterpretações de "Vogue" em várias apresentações ao vivo, inclusive na Moscow Miller Party em 2011. Ela também prestou homenagem à canção com o vídeo de seu single "I Wrote the Book" (2011). Em 2014 e 2015, Katy Perry usou um trecho de "Vogue" e combinou-o com sua própria música "International Smile", durante a The Prismatic World Tour. Uma mistura de "Vogue" e "I'm Every Woman" (1992), de Whitney Houston, foi executada por Ariana Grande no New York City Pride's Dance on the Pier em 2016. A cantora brasileira Wanessa Camargo cantou a obra durante o programa Máquina da Fama, exibido em 25 de agosto de 2015. Para a ocasião, ela caracterizou-se com um figurino semelhante ao usado por Madonna durante os MTV Video Music Awards de 1990. De forma similar à Camargo, a atriz brasileira Danielle Winits executou o tema trajando um figurino igual ao supracitado, para a seu cosplay de Madonna, durante o quadro Show dos Famosos, do dominical Domingão do Faustão, exibido em 26 de maio de 2019.
Lançada em 2021, a canção "Madonna", da cantora sul-coreana Luna, continha referências à "Vogue" em sua letra, "Quando eu crescer, quero ser como Madonna / Quando eu crescer, quero vogue como eu quero". Em 2022, Beyoncé se juntou a Madonna para o remix "The Queens" de seu single, "Break My Soul". Esta versão interpola fortemente "Vogue" e presta homenagem às mulheres negras icônicas da música, e também nomeia casas de dança lendárias como House of Aviance, House of LaBeija e House of LaBeija, como uma celebração do empoderamento dos negros na indústria. Beyoncé também agradeceu a Madonna por permitir que ela usasse a faixa e revelou que a própria foi quem deu o nome ao remix. Posteriormente, foi adicionado ao setlist da Renaissance World Tour em 2023, com a cantora mudando a letra no show realizado no MetLife Stadium em East Rutherford, Nova Jersey, para se dirigir a Madonna que estava presente na plateia naquela noite. Nesse mesmo ano, o cantor e rapper porto-riquenho Bad Bunny utilizou um sample de "Vogue" na faixa "Vou 787", incluída em seu sexto álbum de estúdio Nadie Sabe Lo Que Va a Pasar Mañana. Nela, ele canta que se fosse mulher, seria como Madonna ou Rihanna.

## Faixas e formatos
Fita cassete de 7 polegadas e cassete único; CD single de 3 polegadas japonês
1. "Vogue" (single version) – 4:19
2. "Vogue" (Bette Davis dub) – 7:26

Fita cassete e Vinil britânico de sete polegadas
1. "Vogue" – 4:19
2. "Keep It Together" (single remix) – 4:31

Maxi single e extended play (EP) estadunidenses
1. "Vogue" – 4:19
2. "Vogue" (12-inch version) – 8:25
3. "Vogue" (Bette Davis dub) – 7:26
4. "Vogue" (Strike-A-Pose dub) – 7:36

Maxi single de doze polegadas estadunidense
1. "Vogue" (12-inch version) – 8:25
2. "Vogue" (Bette Davis dub) – 7:26
3. "Vogue" (Strike-A-Pose dub) – 7:36

CD single de 12 polegadas estadunidense e europeu
1. "Vogue" (12-inch version) – 8:25
2. "Keep It Together" (12-inch remix) – 7:50

CD single de 12 polegadas britânico
1. "Vogue" (12-inch version) – 8:25
2. "Vogue" (Strike-A-Pose dub) – 7:36

EP japonês
1. "Vogue" (12-inch version) – 8:25
2. "Vogue" (Bette Davis dub) – 7:26
3. "Vogue" (Strike-A-Pose dub) – 7:36
4. "Hanky Panky" (Bare Bottom 12-inch mix) – 6:36
5. "Hanky Panky" (Bare Bones single mix) – 3:52
6. "More" – 4:58

## Créditos
Lista-se abaixo todos os profissionais envolvidos na elaboração de "Vogue", de acordo com o encarte do CD single:
| - Madonna: composição, vocais, produção - Shep Pettibone: composição, produção musical, mixagem - Greg Kostich: produção executiva - Tony Shimkin: edição - Fred McFarlane: baixo, teclados e programação - Alan Friedman: programação | - Goh Hotoda: engenharia de som - P. Dennis Mitchell: assistência de engenharia - Curt Frasca: assistência de engenharia - Donna De Lory: vocais de apoio - Niki Haris: vocais de apoio - N'Dea Davenport: vocais de apoio |

## Desempenho comercial
Nos Estados Unidos, "Vogue" estreou no número 39 na Billboard Hot 100 na edição publicada em 14 de abril de 1990, e alcançou o topo um mês depois, substituindo "Nothing Compares 2 U", de Sinéad O'Connor. Com isso, igualou-se a "Like a Virgin" (1984) e "Like a Prayer" (1989) entre as músicas de Madonna com ascensão mais rápida ao topo. "Vogue" também liderou a genérica Dance Club Songs e alcançou a posição 16 na Hot R&B/Hip-Hop Songs. Permaneceu no cume da Billboard Hot 100 durante três semanas consecutivas, sendo substituída por "Hold On", do grupo Wilson Phillips, e concluiu como a quinta faixa com melhor desempenho na tabela em 1990. Posteriormente, a Recording Industry Association of America (RIAA) emitiu dois certificados de platina a gravação reconhecendo vendas de dois milhões de cópias. De acordo com a Nielsen SoundScan, foram realizadas 311 mil descagas digitais do tema no país, de forma legal, até abril de 2010.
Em retrospecto, foi reconhecida como a 93.ª música de maior sucesso da década de 1990 e a 197.ª de toda a história da Billboard Hot 100, sendo a quinta entre as 40 mais bem sucedidas da carreira da artista na tabela. No Canadá, "Vogue" estreou na posição 71 da tabela de singles publicada pela RPM, durante a edição emitida em 14 de abril de 1990, e, após nove semanas de estadia, moveu-se para o topo. Foi certificado como platina pela Music Canada (MC) pelas vendas de 100 mil unidades na região. Na Oceania, nomeadamente na Austrália e Nova Zelândia, "Vogue" debutou respectivamente nas 19.ª e 15.ª ocupações de suas paradas musicais. Uma semana depois de sua estreia em território australiano, moveu-se para o topo e lá permaneceu por mais uma atualização. Esteve presente por um total de 21 semanas na parada. Em sua quarta semana no periódico, alcançou a liderança em território neozelandês. Na Austrália, foi certificada como platina dupla pela Australian Recording Industry Association (ARIA), devido à distribuição de 140 mil unidades, enquanto que na Nova Zelândia recebeu um certificado de ouro pela Recording Industry Association of New Zealand (RIANZ), denotando 5 mil vendas da obra.
Já na Ásia, a composição também atingiu o número um, especificamente no Japão, onde foi reconhecida pelo Recording Industry Association of Japan (RIAJ) com certificação de ouro pelo excedente de 50 mil cópias. Em território britânico, "Vogue" debutou na quarta ocupação do UK Singles Chart antes de deslocar-se para o ápice na semana seguinte; permaneceu no referido posto por outras três edições e no gráfico por um total de 14 semanas. A British Phonographic Industry (BPI) certificou-o como ouro, pelas mais de 400 mil réplicas adquiridas. De acordo com a Official Charts Company, a música vendeu 663 mil cópias no país até abril de 2019. Adicionalmente, alcançou o posto máximo em várias nações da Europa, como Espanha, Finlândia, Itália e Noruega. Seu desempenho no continente a ajudou a liderar a European Hot 100 Singles, em 21 de abril de 1990. No total, a canção foi número um em paradas de mais de 30 países em todo o mundo, tornando-se, assim, o maior sucesso de Madonna até aquele momento. Também foi o single mais adquirido de 1990 — com mais de dois milhões de cópias distribuídas —, e já vendeu mais de seis milhões de unidades até o momento. Converteu-se na música mais comprada do catálogo da WEA na época, superando, o até então detentor desse feito, "Le Freak" (1978), do Chic.
| País — Tabela musical (1990—91)        | Posição de pico |
| -------------------------------------- | --------------- |
| Alemanha (GfK Entertainment Charts)    | 4               |
| Austrália (ARIA Charts)                | 1               |
| Áustria (Ö3 Austria Top 40)            | 7               |
| Bélgica (Ultratop 50 de Flandres)      | 2               |
| Canadá (RPM Adult Contemporary)        | 6               |
| Canadá (RPM Dance Singles Chart)       | 1               |
| Canadá (RPM Singles Chart)             | 1               |
| Dinamarca (Hitlisten)                  | 3               |
| Espanha (PROMUSICAE)                   | 1               |
| Estados Unidos (Adult Contemporary)    | 1               |
| Estados Unidos (Billboard 100)         | 1               |
| Estados Unidos (Dance Club Songs)      | 1               |
| Estados Unidos (Hot R&B/Hip-Hop Songs) | 16              |
| Europa (European Hot 100 Singles)      | 1               |
| Grécia (IFPI Grécia)                   | 1               |
| Finlândia (IFPI Finlândia)             | 1               |
| França (SNEP)                          | 9               |
| Irlanda (IRMA)                         | 2               |
| Islândia (Íslenski Listinn Topp 40)    | 2               |
| Itália (Musica e dischi)               | 1               |
| Japão (Oricon)                         | 1               |
| Noruega (VG-lista)                     | 1               |
| Nova Zelândia (Recorded Music NZ)      | 1               |
| Países Baixos (Dutch Top 40)           | 2               |
| Países Baixos (Single Top 100)         | 2               |
| Portugal (AFP)                         | 1               |
| Peru (El Siglo de Torreón)             | 10              |
| Reino Unido (UK Singles Chart)         | 1               |
| Suécia (Sverigetopplistan)             | 1               |
| Suíça (Schweizer Hitparade)            | 2               |

| País — Tabela musical (1990–99)    | Posição |
| ---------------------------------- | ------- |
| Bélgica (Ultratop 50 de Flandres)  | 174     |
| Canadá (Nielsen SoundScan)         | 66      |
| Estados Unidos (Billboard Hot 100) | 93      |

| País — Tabela musical (1958–2018)  | Posição |
| ---------------------------------- | ------- |
| Estados Unidos (Billboard Hot 100) | 197     |

| País — Tabela musical (1990)        | Posição |
| ----------------------------------- | ------- |
| Alemanha (GfK Entertainment Charts) | 19      |
| Austrália (ARIA Charts)             | 3       |
| Bélgica (Ultratop 50 de Flandres)   | 17      |
| Canadá (RPM Adult Contemporary)     | 52      |
| Canadá (RPM Dance/Urban Chart)      | 1       |
| Canadá (RPM Singles Chart)          | 4       |
| Espanha (AFYVE)                     | 2       |
| Estados Unidos (Billboard Hot 100)  | 5       |
| Estados Unidos (Dance Club Songs)   | 12      |
| Europa (European Hot 100 Singles)   | 2       |
| Nova Zelândia (RIANZ)               | 3       |
| Noruega (VG-lista)                  | 2       |
| Países Baixos (Dutch Top 40)        | 33      |
| Países Baixos (Single Top 100)      | 22      |
| Reino Unido (UK Singles Chart)      | 8       |
| Suíça (Schweizer Hitparade)         | 12      |

| Região                                                                                                  | Certificação | Vendas     |
| --- | ------------ | ---------- |
| Austrália (ARIA)                                                                                        | 2x Platina   | 140 000^   |
| Brasil (Pro-Música Brasil)                                                                              | Ouro         | 30 000*    |
| Canadá (Music Canada)                                                                                   | Platina      | 100 000^   |
| Estados Unidos (RIAA)                                                                                   | 2× Platina   | 2 000 000^ |
| Japão (RIAJ)                                                                                            | Ouro         | 52 370     |
| Nova Zelândia (RIANZ)                                                                                   | Ouro         | 5 000*     |
| Reino Unido (BPI)                                                                                       | Ouro         | 663 000    |
| Resumos                                                                                                 |              |            |
| Mundo                                                                                                   | —            | 6 000 000  |
| *números de vendas baseados somente na certificação ^números de vendas baseados somente na certificação |              |            |